# Microecia corrugata
Microecia corrugata är en mossdjursart som först beskrevs av Harmelin 1979.  Microecia corrugata ingår i släktet Microecia och familjen Diastoporidae. Inga underarter finns listade i Catalogue of Life.